# Mitzi Green
Mitzi Green, pseudonimo di Elizabeth Keno (Bronx, 22 ottobre 1920 – Huntington Beach, 24 maggio 1969), è stata un'attrice statunitense, attiva come attrice bambina al cinema tra il 1929 e il 1932 e poi nel musical a Broadway.

## Biografia
Seguendo un apprendistato condiviso da molti altri attori bambini del tempo, Mitzi Green iniziò giovanissima la sua carriera nel vaudeville al fianco dei propri genitori. Il nome "Little Mitzi" le fu dato in onore di Mitzi Hajos, celebre attrice di vaudeville del tempo.
Una piccola parte nel film Marriage Plaground (1929) le fu sufficiente per farsi notare e ottenere un contratto triennale con la Paramount, portando sul grande schermo le sue doti di interprete di vaudeville. In Galas de la Paramount (1930) imitò sulla scena Helen Kane e Maurice Chevalier e si esibì come cantante in Girl Crazy (1932). Come attrice bambina la si ricorda soprattutto per la sua interpretazione di Becky Thatcher in Tom Sawyer (1930) e Huckleberry Finn (1931), accanto a Jackie Coogan, Junior Durkin e Jackie Searl, e come protagonista di Little Orphan Annie (1932).
A 14 anni, con un ruolo di soubrette nel musical Transatlantic Merry-Go-Round (1934), la Green passò a una nuova fase nella propria carriera, dedicandosi al musical. Nel 1937 apparve a Broadway nel cast originale del musical Babes In Arms di Richard Rodgers e Lorenz Hart, in cui interpretò due brani musicali divenuti famosi: My Funny Valentine e The Lady Is a Tramp. Altre sue interpretazioni a Broadway includono Walk With Music (1940) di Hoagy Carmichael e Johnny Mercer e Billion Dollar Baby (1945-46) di Betty Comden e Adolph Green.
Sposatasi nel 1942 con il regista Joseph Pevney, si ritirò dalle scene per dedicarsi alla famiglia e ai figli. Tornò brevemente al cinema agli inizi degli anni Cinquanta nei film Gianni e Pinotto al Polo Nord (1952) e Paradiso notturno (1952). Nel 1955 partecipò con Virginia Gibson e Gordon Jones alla sitcom So This Is Hollywood. Il suo ultimo impegno di rilievo nel mondo dello spettacolo fu la tournée americana di Gypsy: A Musical Fable di Jule Styne, nel 1961. Da allora la sua presenza si limitò ad alcuni eventi celebrativi e alla partecipazione come ospite nei talk show.
Morì nel 1969 di cancro, a 48 anni, lasciando il marito e quattro figli. È sepolta all'Eden Memorial Park a Mission Hills (Los Angeles), dove l'iscrizione funeraria la ricorda come "loving wife and mother".

## Riconoscimenti
- Hollywood Walk of Fame (Star of Motion Pictures; 6430 Hollywood Blvd.; February 8, 1960)
- Young Hollywood Hall of Fame (1930's)

## Filmografia
- The Marriage Playground, regia di Lothar Mendes (1929)
- Honey, regia di Wesley Ruggles (1930)
- Galas de la Paramount (Paramount on Parade) (1930)
- Love Among the Millionaires, regia di Frank Tuttle (1930)
- The Santa Fe Trail, regia di Otto Brower e Edwin H. Knopf (1930)
- Tom Sawyer, regia di John Cromwell (1930)
- Finn and Hattie, regia di Norman Z. McLeod e Norman Taurog (1931)
- Skippy, regia di Norman Taurog (1931)
- I gioielli rubati (The Slippery Pearls; alias The Stolen Jools), regia di William C. McGann - cortometraggio (1931)
- Dude Ranch, regia di Frank Tuttle (1931)
- Newly Rich, regia di Norman Taurog (1931)
- Huckleberry Finn, regia di Norman Taurog (1931)
- Girl Crazy, regia di William A. Seiter (1932)
- Little Orphan Annie, regia di John S. Robertson (1932)
- Transatlantic Merry-Go-Round, regia di Benjamin Stoloff (1934)
- Santa Fe Trail, regia di Michael Curtiz (1940)
- Gianni e Pinotto al Polo Nord (Lost in Alaska), regia di Jean Yarbrough (1952)
- Paradiso notturno (Bloodhounds of Broadway), regia di Harmon Jones (1952)

## Teatro a Broadway
- Babes In Arms (1937)
- Walk With Music (1940)
- Let Freedom Sing (1942)
- Billion Dollar Baby (1945)